# Comuna de Dzierżoniów
Dzierżoniów (polaco: Gmina Dzierżoniów) é uma gminy (comuna) na Polónia, na voivodia de Baixa Silésia e no condado de Dzierżoniowski. A sede do condado é a cidade de Dzierżoniów.
De acordo com os censos de 2007, a comuna tem 9372 habitantes, com uma densidade 66 hab/km².

## Área
Estende-se por uma área de 142,05 km², incluindo:
- área agricola: 79%
- área florestal: 15%

## Demografia
Dados de 30 de Junho 2004:
|                      | Total   | Total | Mulheres | Mulheres | Homens  | Homens |
| -------------------- | ------- | ----- | -------- | -------- | ------- | ------ |
|                      | pessoas | %     | pessoas  | %        | pessoas | %      |
| População            | 9461    | 100   | 4805     | 50,8     | 4656    | 49,2   |
| Densidade (pop./km²) | 66,6    | 100   | 33,8     | 33,8     | 32,8    | 32,8   |

De acordo com dados de 2002, o rendimento médio per capita ascendia a 1247,99 zł.

## Comunas vizinhas
- Bielawa, Dzierżoniów, Łagiewniki, Niemcza, Marcinowice, Pieszyce, Piława Górna, Świdnica